# Jörgen Lennartsson
Dan Inge Jörgen Lennartsson (Växjö, 10 aprile 1965) è un allenatore di calcio ed ex calciatore svedese, di ruolo centrocampista.

## Carriera

### Allenatore
Lennartsson iniziò la sua carriera da allenatore in patria, ricoprendo questo ruolo inizialmente in squadre minori e, successivamente, facendo l'assistente in club maggiormente importanti. La prima importante esperienza in panchina arrivò nel 2002, quando fu nominato nuovo tecnico dell'Häcken. In seguito, fu anche commissario tecnico della Svezia under 21, con cui partecipò al campionato europeo di categoria del 2009: in questo torneo, raggiunse le semifinali con la sua selezione.
Dopo la nomina di Erik Hamrén come commissario tecnico della Svezia, i giornali riportarono la voce che Lennartsson gli avrebbe fatto da assistente.
Il 2 agosto 2010 fu nominato allenatore dello Stabæk a partire dal 1º gennaio 2011.
In vista dell'annata 2012, diventò tecnico dell'Elfsborg, riuscendo al primo tentativo a guidare i gialloneri alla conquista del sesto titolo nazionale della loro storia. Nonostante ciò, il 30 settembre 2013, a quattro giornate dalla fine del campionato di quell'anno, fu esonerato in virtù del sesto posto in classifica, peggior piazzamento degli ultimi sette anni del club.
Ritornò in panchina all'inizio della stagione 2015, come tecnico dell'IFK Göteborg. Dopo un secondo posto conseguito al termine dell'Allsvenskan 2015 e un quarto posto al termine dell'Allsvenskan 2016, Lennartsson fu esonerato il 18 luglio 2017 a causa del deludente andamento della squadra nel corso della stagione 2017 (solo 18 punti nelle 14 partite fino a lì giocate).
Il 13 luglio 2018 venne nominato nuovo allenatore del Lillestrøm. Il 2 dicembre 2019 fu esonerato.
Nella stagione 2020 non allenò alcuna squadra, ma in vista della stagione 2021 venne scelto dalla dirigenza dell'Helsingborg nel tentativo di risalire in Allsvenskan, visto che i rossoblu avevano appena concluso un'annata culminata con la retrocessione in Superettan. Riuscì a chiudere la Superettan 2021 al terzo posto e successivamente a superare gli spareggi promozione. Nel corso della stagione seguente, tuttavia, venne esonerato il 22 giugno 2022, all'indomani della sconfitta casalinga per 1-4 contro il neopromosso IFK Värnamo, dopo aver collezionato solo cinque punti nelle prime dieci giornate.

## Palmarès

### Allenatore

#### Competizioni nazionali
- Superettan: 1

Häcken: 2004
- Campionato svedese: 1

Elfsborg: 2012